# Héctor Correa Letelier

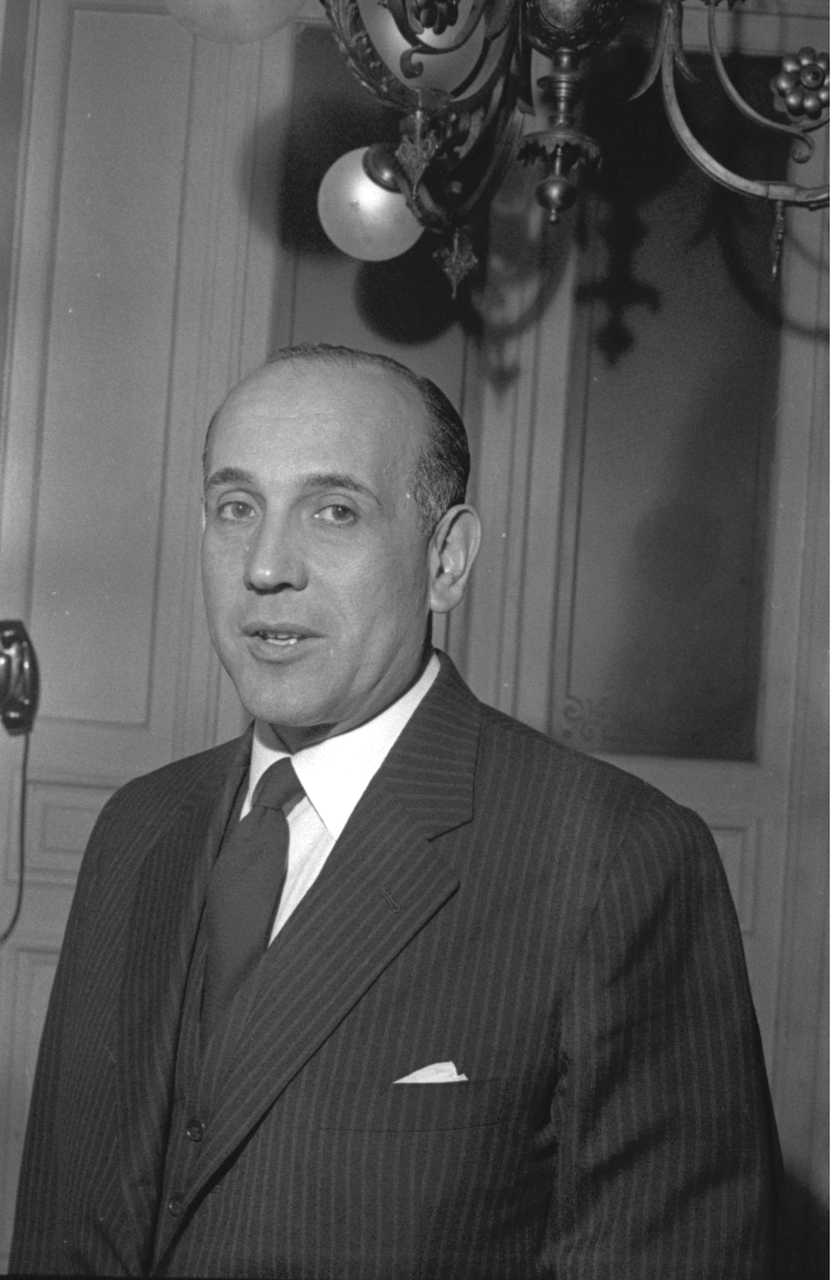
Héctor Correa Letelier

Héctor Alejandro Correa Letelier (* 12. Juli 1915 in Santiago de Chile; † 19. August 2004 ebenda) war ein chilenischer Jurist, Politiker und Diplomat.
Correa Letelier lehrte Recht an der Päpstlichen Katholischen Universität von Chile. Er lehrte dort von 1941 bis 1947 internationales Privatrecht und von 1947 bis 1958 Völkerrecht.
1941 wurde er für die Partido Conservador in den Nationalkongress gewählt und war von 1953 bis 1955 Vizepräsident sowie von 1957 bis 1958 als Nachfolger von Juan de Dios Carmona Präsident der Abgeordnetenkammer.
Von 1965 bis 1971 war er Botschafter in Brasilien.

## Ehrungen
- 1958: Großkreuz des Verdienstordens der Bundesrepublik Deutschland